# Del Harris
Pour les articles homonymes, voir Harris et Del Harris (homonymie).

Del Harris, né le 13 juillet 1969 à Colchester, est un joueur de squash représentant l'Angleterre. Il atteint la 5e place mondiale en mars 1996, son meilleur classement.
Il est champion du monde junior en 1988 face à Anthony Hill et devient par la suite l'un des meilleurs joueurs des années 1990, atteignant en 1995 la finale du championnat du monde, battu par le Pakistanais Jansher Khan, mais gagne cette même année les Super Series contre l'Australien Brett Martin.

## Palmarès

### Titres
- Super Series Finals : 1995
- Championnats du monde junior : 1988
- Championnats britanniques : 1987, 1989
- Championnats du monde par équipes : 2 titres (1995, 1997)
- Championnats d'Europe par équipes : 7 titres (1989-1991, 1995, 1998, 2000, 2002)

### Finales
- Open de Hongrie : 1998
- Heliopolis Open : 1996
- Championnats du monde : 1995